# Докса
 Тази статия е за понятието в реториката.  За планината в Гърция вижте Каракамен.  
Докса (гръцки: δόξα) е гръцка дума, означаваща общо, общосподелено или популярно мнение, вярване, от нея произхождат модерните термини за ортодоксалност и хетеродоксалност.
В реториката доксата е средство за формиране на аргументацията чрез позоваване на общото мнение, тя е използвана още от древногръцките реторици като средство за убеждаване.

## Употреба на термина докса в социологията и антропологията
Пиер Бурдийо в своята книга „Скици върху теория на практиката“ (Outline of a Theory of Practice), използва термина doxa, за да обозначи онова, което се приема за дадено в някое общество. Доксата, според Бурдийо, е вид опитност, чрез която „естественият и социалният свят изглеждат като само-очевидни“. Това обхваща всичко, което попада в обсега на границите на мислимото и изказуемото („светът на възможния дискурс“).